# Монастырь Кера Кардиотисса
Монастырь Девы Марии Кера Кардиотисса (греч. Μονή Κεράς Καρδιώτισσας или Μονή Κεράς) — православный женский монастырь, посвященный Деве Марии, расположен на о.Крит, Греция, возле деревни Кера, на высоте 630м, рядом с дорогой на плато Лассити.

## История
Точная дата основания монастыря неизвестна, однако упоминания о нём имеются в рукописях начала четырнадцатого века.
Начало истории монастыря связано со старинной иконой Богородицы, которая тут хранилась и была прославлена многими чудесами. Сейчас эта икона известна, как Богоматерь Неустанной Помощи. 
В 1498г. чудотворную икону похитил и вывез из монастыря в Италию торговец вина с Крита. По прибытии в  Рим он сильно заболел, но перед смертью смог передать святыню в местную церковь.
Ктиторами монастыря Кера Кардиотисса долгое время выступала семья Манганарисов. Из документа 1443г. известно, что в 1429 г. венецианский наместник Крита передал монастырь священнику Павлу Манганарису, и тот восстановил обитель на свои средства и заселил православными иноками. В сер. XVII в. братья Павел, Александр, Феодосий Манганарисы и их сестра Мария отреставрировали соборный храм обители. Игуменом Кардиодиссы стал их племянник Феофил. С тех пор до нач. XX в. игумены монастыря избирались из числа представителей этого рода.
В XVII в. - 1-й пол. XVIII в. обители принадлежали обширные земельные владения. В 1720 г. монастырь получил статус ставропигиального. В 1755 г., по сообщению Ф. Корнелиуса, епископ Ситийский использовал монастырь в качестве одной из своих резиденций. В этот период в монастыре подвизалось 60 иноков.
В 1648 году войска Османской империи завоевали Крит. Начался долгий период оккупации острова турками. Турецкие войска дважды разрушали монастырь, но оба раза он полностью был восстановлен греками.
В этот период, в 1735 году, сюда была принесена икона Богородицы Кардиотисса ("Богородица Сердечная"), которая и сейчас хранится в монастыре. Изображение Богородицы на иконе отличается от первоначального варианта, но она так же получила широкое почитание и прославилась множеством чудес, в том числе исцелением от бесплодия.
Центральный храм монастыря освещен в честь Рождества Девы Марии, внутри сохранились древние фрески византийского периода, XIV-XV веков. В центральном нефе западного притвора восточная стена украшена изображением Успения Богородицы. На сводчатом потолке изображены сцены из жизни Иисуса Христа (Рождение, Сон Иосифа, Бегство в Египет, Предательство Иуды, Воскрешение Лазаря, Сошествие во ад и другие). На западной стене – Тайная вечеря.
Позднее, к храму были пристроены северный парекклисион во имя сщмч. Харалампия и ещё два притвора.
Престольный праздник - 8 сентября, день рождения Девы Марии.

## Реликвии монастыря
- Чудотворная икона Божией Матери Кардиотисса ("Богородица Сердечная")[4].
- Частицы мощей вмч. Георгия Победоносца, свт. Иоанна Златоуста, св. Параскевы[2].
- Цепи и колонна, с которыми икона чудесно перенеслась в монастырь из Константинополя.